# Маріо Перес Пласенсія
Маріо Перес Пласенсія (ісп. Mario Pérez Plascencia, нар. 19 лютого 1927 — 1985) — мексиканський футболіст, що грав на позиції півзахисника, зокрема за клуб «Марте», а також національну збірну Мексики. Дворазовий чемпіон Мексики.

## Клубна кар'єра
У футболі дебютував 1949 року виступами за команду «Марте», кольори якої захищав п'ять років своєї кар'єри гравця, ставши за цей час чемпіоном Мексики. 
1954 року перейшов до клубу «Сакатепек», за який відіграв 1 сезон. Завершив професійну кар'єру футболіста виступами за команду «Сакатепек» у 1955 році, ставши чемпіоном держави.

## Виступи за збірну
1949 року дебютував в офіційних матчах у складі національної збірної Мексики. Протягом кар'єри у національній команді провів у її формі 3 матчі.
У складі збірної був учасником чемпіонату світу 1950 року у Бразилії, де зіграв з Бразилією (0-4) і з Югославією (1-4).

## Титули і досягнення
- Переможець Чемпіонату НАФК: 1949
- Чемпіон Мексики (2):

«Марте»: 1953-1954
«Сакатепек»: 1954-1955